# Après toi (chanson de Vicky Leandros)
Ne pas confondre avec la chanson "Après toi" interprétée par Christophe Willem.
Chansons représentant le Luxembourg au Concours Eurovision de la chanson
Pomme, pomme, pomme
(1971) Tu te reconnaîtras
(1973)
Chansons ayant remporté le Concours Eurovision de la chanson
 Un banc, un arbre, une rue
(1971)  Tu te reconnaîtras
(1973)
Après toi est la chanson gagnante du Concours Eurovision de la chanson 1972, interprétée par la chanteuse germano-grecque Vicky Leandros, qui représente le Luxembourg et marque ainsi la troisième victoire du Luxembourg à ce concours, après Poupée de cire, poupée de son en 1965.
La chanson a été coécrite par Yves Dessca et par le père de la chanteuse, Leandros Papathanasiou (plus connu sous le nom Leo Leandros (en)), sous le pseudonyme de « Mario Panas ». C'est la deuxième fois que Vicky Leandros se présente à l'Eurovision. En 1967, elle représentait également le Luxembourg et avait terminé 4e avec L'amour est bleu, chanson qui était devenue par la suite un succès mondial lorsqu'elle avait été reprise par le chef d'orchestre français Paul Mauriat.

## Thème
Après toi est une ballade dramatique où la chanteuse raconte à son amant ce qui va lui arriver une fois qu'il l'aura quittée pour une autre femme : « Après toi, je ne serai que l'ombre de ton ombre ».

## À l'Eurovision
Elle est intégralement interprétée en français, une des langues nationales du Luxembourg, comme l'impose la règle entre 1966 et 1973.
Elle est la dix-septième chanson interprétée lors de la soirée, après Serge & Christine Ghisoland qui représentaient la Belgique avec À la folie ou pas du tout et avant Sandra & Andres qui représentaient les Pays-Bas avec Als het om de liefde gaat. À l'issue du vote, elle a obtenu 128 points, se classant 1re sur 18 chansons, exactement les mêmes résultats que la chanson gagnante de l'année précédente,.

## Liste des titres
| No | Titre                             | Auteur                   | Durée |
| -- | --------------------------------- | ------------------------ | ----- |
| 1. | Après toi                         | Mario Panas, Klaus Munro | 3:31  |
| 2. | La Poupée, le Prince et la Maison | Mario Panas, Klaus Munro | 3:12  |

## Autres versions et reprises

### Autres versions
Outre le français, Leandros a enregistré la chanson en six langues dont : l'anglais, sorti au Royaume-Uni, en Irlande et en Australie sous le titre de Come What May (« Advienne que pourra »), qui a atteint la 2e position à la fois dans les classements britanniques et irlandais ; l'allemand, sous le titre de Dann kamst du (« Alors tu es venu ») ; l'espagnol sous le titre de Y después (« Et après ») ; le grec sous le titre de Móno esý (Μόνο εσύ, « Seulement vous ») ; l'italien sous le titre de Dopo te (« Après toi ») et le japonais, Omoide ni ikiru (思い出 に 生きる, « J'habite dans les mémoires »).

### Reprises
Comme pour L'amour est bleu, la chanson Après toi a été repris dans différentes langues, y compris :
- Jak mám spát, en tchèque par Helena Vondráčková ;
- Keď si sám, en slovaque par Eva Kostolányiová (sk) ;
- Tulethan – rakastan, en finnois par Carola Standertskjöld ;
- Posle tebe, en serbe par Lola Novaković ;
- Si te vas, en espagnol par Paloma San Basilio ;
- Vad än sker, en suédois par Ann-Louise Hanson (en).

En 1976, la version en anglais Come What May a été repris par la chanteuse philippine Pilita Corrales (en) sur son album Live at the Riviera with Pilita Amado Vol. 2.

## Classements
| Classement (1972)                                                   | Meilleure position |
| ------------------------------------------------------------------- | ------------------ |
| Afrique du Sud (Springbok Radio) Come What May (version en anglais) | 1                  |
| Allemagne (Media Control AG)                                        | 11                 |
| Allemagne (Media Control AG)                                        | 11                 |
| Belgique (Flandre Ultratop 50 Singles)                              | 1                  |
| Belgique (Wallonie Ultratop 50 Singles)                             | 1                  |
| Belgique (Wallonie Télémoustique)                                   | 1                  |
| Danemark (Tracklisten)                                              | 9                  |
| Finlande (Suomen virallinen lista)                                  | 8                  |
| France (IFOP)                                                       | 1                  |
| Irlande (IRMA) Come What May (version en anglais)                   | 2                  |
| Malaisie (Billboard) Come What May (version en anglais)             | 8                  |
| Norvège (VG-lista)                                                  | 2                  |
| Pays-Bas (Nederlandse Top 40)                                       | 1                  |
| Pays-Bas (Single Top 100)                                           | 1                  |
| Royaume-Uni (UK Singles Chart)                                      | 2                  |
| Suisse (Schweizer Hitparade)                                        | 1                  |

| Classement (1972)             | Meilleure position |
| ----------------------------- | ------------------ |
| Belgique (Flandre Ultratop)   | 16                 |
| France (IFOP)                 | 13                 |
| Pays-Bas (Nederlandse Top 40) | 6                  |
| Pays-Bas (Single Top 100)     | 10                 |
| Suisse (Schweizer Hitparade)  | 4                  |